# Roy Henkel
Roy Henkel (Briesen, 22 augustus 1905 - Vancouver, 6 oktober 1981) was een Canadese ijshockeyspeler. 
Henkel won met zijn ploeg Winnipeg Hockey Club in 1931 het amateurkampioenschap van Canada de Allan Cup. Vanwege deze overwinning was de Winnipeg Hockey Club de afvaardiging namens Canada voor de Olympische Winterspelen 1932 in het Amerikaanse Lake Placid. Henkel speelde mee in alle zes de olympische wedstrijden en maakte twee doelpunten.  Henkel won in 1935 de wereldtitel ijshockey.